# Kotoka Shiiba
Kotoka Shiiba (椎葉 琴香, Shība Kotoka, né le 8 janvier 1990 à Aso, préfecture de Kumamoto) est un ancien catcheur japonais qui travaillait à la Dragon Gate sous le nom de Kotoka.

## Carrière

### Dragon Gate (2009-2018)

#### Début (2009-2013)
Le 12 octobre, il remporte sa première victoire quand lui et PAC battent Real Hazard (Kenichiro Arai et Yasushi Kanda).
Le 5 juin 2012, lui et Masaaki Mochizuki perdent contre Sanshiro Takagi et Soma Takao.

#### Millennials et VerserK (2015-2016)
Le 16 janvier, lui et Yuga Hayashi sont attaqués par Mad Blankey mais les Millennials viennent les secourir, l'amenant avec Yuga Hayashi à rejoindre Millennials, puis ils font équipe avec Eita, T-Hawk, U-T et Yosuke Santa Maria pour battre Mad Blankey (CIMA, Cyber Kong, Dr. Muscle, Gamma, K-ness et YAMATO).
Le 21 mars, lui, Naruki Doi et YAMATO perdent contre Monster Express (Akira Tozawa, Masato Yoshino et T-Hawk) et ne remportent pas les Open the Triangle Gate Championship.
Lors du Hair Vs. Mask Steel Cage Survival Double Risk Six Way Match de Dead Or Alive 2016, tous les membres de VerserK se retournent contre YAMATO, virant ce dernier du groupe et l’empêchant de s'échapper avant que Kzy ne vienne à son secours et empêche Kotoka de s'échapper avec Yosuke Santa Maria faisant de même. Shingo Takagi retourne dans la cage pour attaquer davantage YAMATO mais BxB Hulk fait son retour sur le ring pour faire fuir Shingo Takagi, menant à l'évasion de YAMATO et au rasage des cheveux de Kotoka.

#### MaxiMuM (2016-2018)
Lors de The Final Gate 2016, lui, Ben-K et Masato Yoshino perdent contre Jimmyz (Jimmy Kanda, Jimmy Susumu et Ryo "Jimmy" Saito) dans un Three Way Elimination Match qui comprenaient également VerserK (Cyber Kong, El Lindaman et Mondai Ryu) et ne remportent pas les vacants Open the Triangle Gate Championship.
Lors de Dangerous Gate 2017, lui et Big R Shimizu perdent contre Over Generation (CIMA et Dragon Kid) et ne remportent pas les Open the Twin Gate Championship.
Lors de Gate Of Destiny 2017, lui, Masato Yoshino et Naruki Doi perdent contre Tribe Vanguard (Yamato, BxB Hulk et Kzy) dans un Three Way Elimination Match qui comprenaient également VerserK (Shingo Takagi, Takashi Yoshida et El Lindaman) et ne remportent pas les Open the Triangle Gate Championship.

## Palmarès
- Dragon Gate
  - 1 fois Open the Brave Gate Championship

### Résultats des matchs à enjeu (Luchas de apuestas)
| # | Vainqueur (enjeu) | Perdant (enjeu)  | Date            | Lieu           | Notes |
| - | ----------------- | ---------------- | --------------- | -------------- | --- |
| 1 | Kotoka (cheveux)  | Kzy (masque)     | 5 décembre 2010 | Sapporo, Japon | Au cours de Fantastic Gate 2010 - Tag 2 dans un Hair vs. Hair Captain's Fall Tag Team Match avec Kzy qui faisaient équipe avec Yasushi Kanda et Kotoka avec BxB Hulk. |
| 2 | Kotoka (cheveux)  | YAMATO (cheveux) | 5 mai 2016      | Osaka, Japon   | Au cours de Dead or Alive 2016 dans un Steel Cage Match qui comprenaient également Cyber Kong, Naoki Tanizaki, Naruki Doi et Shingo Takagi.                           |